# منتخب زيمبابوي لكأس فيد
منتخب زيمبابوي لكأس فيد (بالإنجليزية: Zimbabwe Fed Cup team)‏ هو ممثل زيمبابوي الرسمي في كرة المضرب في كأس فيد.